# Reitia
Reitia (en vénète, 𐌓𐌄:𐌉:𐌕𐌉:𐌀) est la principale déesse honorée par les Vénètes d'Italie du Nord. Son sanctuaire le mieux connu a été découvert à Este à la fin du XIXe siècle, mais elle était également honorée en d'autres lieux de Vénétie, comme Vicence et Montebelluna. Il est possible que Reitia soit une épithète de la divinité plutôt que son nom propre. Il s'agit vraisemblablement d'une déesse de l'écriture : les dédicaces découvertes dans ses sanctuaires prennent en effet la forme de tablettes d'écriture en bronze ainsi que de stylets, inscrits de formules dédicatoires vénètes, d'abécédaires et d'exercices d'écriture. En outre, son nom signifie possiblement "Celle qui écrit", sur la racine indo-européenne *wreyd-, « graver, inscrire » (comparer proto-germanique *wrītaną, « inscrire, écrire »).

## Sanctuaires et culte
Reitia n'est ainsi nommée que dans le sanctuaire d'Este, mais des points de rapprochement apparaissent en d'autres sanctuaires du monde vénète, qui font penser que c'est la même grande divinité féminine qui y est vénérée ; ces rapprochements portent sur la nature ou la décoration des objets votifs ou sur la présence d'une épithète commune. Aucune divinité masculine n'a chez les Vénètes la même place que Reitia.

### Le sanctuaire d'Este
Un sanctuaire de Reitia a été découvert à Este (province de Padoue) et fouillé entre 1880 et 1916, puis de 1987 à 1991. Il se situe à environ 1 km au sud-est de la ville, en un lieu connu sous le nom de fondo Baratella.
Un abondant matériel votif, qui est conservé au Museo Nazionale Atestino, a été retrouvé sur le site : céramique, objets de parure, fragments d'armes, figurines de bronze, lamelles de bronze figurées, etc. Les objets les plus significatifs sont ceux qui portent une inscription en vénète, parmi lesquels des tablettes alphabétiques. Ce matériel permet de dater le site : il a été actif du VIe siècle av. J.-C. à la période romaine.

### Vicence
Le sanctuaire a été découvert à l'emplacement de la Piazza San Giacomo, dans le centre historique. On a trouvé à cet endroit des lamelles votives en 1959. Le sanctuaire a été en fonction du Ve au IIe siècle av. J.-C.

### Magrè
Un sanctuaire a été fouillé à Magrè (it), commune de Schio, dans la province de Vicence, sur la colline dénommée Castello di Magrè. On y a trouvé des cornes de cerf inscrites en vénète qu'on peut dater du IIIe siècle av. J.-C. ; le nom de Reitia n'apparaît pas, mais la grande déesse des Vénètes a des traits qui la relient aux animaux sauvages et à la chasse.

### Montebelluna
Quatre disques votifs en bronze, datant du IVe – IIIe siècle av. J.-C., représentent une déesse qui a des points communs avec Reitia ; la divinité, figurée de profil, porte ostensiblement une grosse clef dans sa main droite. Aucune inscription ne permet de connaître son nom. Des disques comparables ont été trouvés en d'autres lieux de Vénétie, notamment dans une tombe romaine de Ponzano Veneto, à quelques kilomètres au sud-est de Montebelluna.

### Lagole
Des fouilles, menées au milieu du XXe siècle dans la localité de Lagole dépendant de la commune de Calalzo di Cadore, ont mis au jour un sanctuaire vénète puis romain, actif à partir du VIe siècle av. J.-C. et jusqu'à la fin du IVe siècle ap. J.-C. ; de nombreux objets votifs, dont certains portent des inscriptions en vénète ou en latin, ont été découverts. Les Vénètes y honoraient une divinité féminine guérisseuse, dont l'épithète (Sainati-) correspond à une épithète de Reitia à Este ; à l'époque romaine, elle a été supplantée par un Apollon guérisseur.

## Divers
Reitia a donné son nom à une vallée profonde (chasma) de la planète Vénus : Reitia Chasma.